# Fabian (priimek)
Fabian je priimek več znanih oseb:
- Andrew Fabian (*1949), britanski astronom in astrofizik
- Ava Fabian, ameriška igralka
- John M. Fabian (*1939), ameriški astronavt
- Lara Fabian (*1970), belgijsko-francoska pevka
- Françoisa Fabian (*1933), francoska igralka
- Viktor Fabian (1905 - 1982), novomeški prof., naravoslovec, fitopatolog